# NGC 1228
NGC 1228 је спирална галаксија у сазвежђу Еридан која се налази на NGC листи објеката дубоког неба.
Деклинација објекта је - 22° 55' 21" а ректасцензија 3h 8m 11,7s. Привидна величина (магнитуда) објекта NGC 1228 износи 13,3 а фотографска магнитуда 14,2. NGC 1228 је још познат и под ознакама ESO 480-32, MCG -4-8-26, UGCA 54, ARP 332, VV 260, VV 337, PGC 11735.